# Nikolina Angełkowa
Nikolina Angełkowa, bułg. Николина Ангелкова (ur. 30 listopada 1979 w Krumowgradzie) – bułgarska polityk, przedsiębiorca i prawniczka, w 2014 minister transportu, w latach 2014–2017 i 2017–2020 minister turystyki.

## Życiorys
Absolwentka prawa na Uniwersytecie Gospodarki Narodowej i Światowej w Sofii. Prowadziła własną działalność gospodarczą w branży konsultingowej, pracowała także jako doradca bułgarskiej delegacji w grupie chadeckiej w PE. W 2010 została dyrektorem departamentu kontroli, komunikacji i koordynacji w ministerstwie rozwoju regionalnego i robót publicznych. W latach 2011–2013 pełniła funkcję wiceministra w tym resorcie.
Od sierpnia do listopada 2014 sprawowała urząd ministra transportu, technologii informacyjnych i komunikacji w technicznym gabinecie Georgiego Bliznaszkiego. W listopadzie 2014 z rekomendacji partii GERB w drugim rządzie Bojka Borisowa objęła stanowisko ministra turystyki. Zakończyła urzędowanie w styczniu 2017. W marcu tego samego roku uzyskała mandat posłanki do Zgromadzenia Narodowego 44. kadencji.
W maju 2017 otrzymała ponownie nominację na ministra turystyki w trzecim gabinecie lidera partii GERB; stanowisko to zajmowała do lipca 2020. W kwietniu 2021, lipcu 2021 i listopadzie 2021 utrzymywała mandat deputowanej na kolejne kadencje.